# Madrid Open 2023
Madrid Open 2023 a fost un turneu profesionist de tenis care s-a desfășurat pe terenuri cu zgură, în aer liber, în perioada 25 aprilie – 7 mai 2023 la Caja Mágica din Madrid, Spania. A fost cea de-a 21-a ediție a evenimentului masculin și a 14-a ediție a evenimentului feminin și a fost clasificat ca eveniment ATP 1000 pe Circuitul ATP 2023 și eveniment WTA 1000 pe Circuitul WTA 2023.
Acesta a fost primul an în care turneul masculin a fost extins la două săptămâni, iar extragerile la simplu masculin și feminin au fost extinse la 96 de jucători.

## Campioni

### Simplu masculin
Pentru mai multe informații consultați Madrid Open 2023 – Simplu masculin

### Simplu feminin
Pentru mai multe informații consultați Madrid Open 2023 – Simplu feminin

### Dublu masculin
Pentru mai multe informații consultați Madrid Open 2023 – Dublu masculin

### Dublu feminin
Pentru mai multe informații consultați Madrid Open 2023 – Dublu feminin

## Puncte și premii în bani

### Distribuția punctelor
| Probă           | C    | F   | SF  | QF  | R16 | R32 | R64 | R96 | Q   | Q2  | Q1  |
| Simplu masculin | 1000 | 600 | 360 | 180 | 90  | 45  | 25* | 10  | 25  | 16  | 0   |
| Dublu masculin  | 1000 | 600 | 360 | 180 | 90  | 0   | N/A | N/A | N/A | N/A | N/A |
| Simplu feminin  | 1000 | 650 | 390 | 215 | 120 | 65  | 35* | 10  | 30  | 20  | 2   |
| Dublu feminin   | 1000 | 650 | 390 | 215 | 120 | 10  | N/A | N/A | N/A | N/A | N/A |

### Premii în bani
| Probă           | C          | F        | SF       | QF       | R16     | R32     | R64     | R96     | Q2     | Q1     |
| Simplu masculin | €1,105,265 | €580,000 | €308,790 | €161,525 | €84,900 | €48,835 | €27,045 | €16,340 | €8,265 | €4,510 |
| Simplu feminin  | €1,105,265 | €580,000 | €308,790 | €161,525 | €84,900 | €48,835 | €27,045 | €16,340 | €8,265 | €4,510 |
| Dublu masculin* | €319,570   | €173,600 | €95,350  | €52,510  | €28,930 | €15,780 | N/A     | N/A     | N/A    | N/A    |
| Dublu feminin*  | €319,570   | €173,600 | €95,350  | €52,510  | €28,930 | €15,780 | N/A     | N/A     | N/A    | N/A    |

*per echipă